# Пам'ятник трудової Слави — трактор «Універсал» (Пирятин)
Трактор «Універсал» — пам'ятний знак Пирятинській МТС, знаходиться в м. Пирятин по вул. Червоноармійська, 96, на території ремонтно-тракторного підприємства. Пам'ятка історії місцевого значення, охоронний номер 2750-пл.

## Опис
Споруджений у 1967 р. на честь механізаторів Пирятинської машинно-тракторної станції, утвореної в липні 1931 році. У кінці першої п'ятирічки тракторний парк станції нараховував 23 машини. МТС обслуговувала 25 колгоспів району. У роки довоєнних п'ятирічок ряд механізаторів стали стахановцями-новаторами.
У 1967 р. на цегляному, облицьованому керамічною плиткою постаменті, встановлений один із перших тракторів станції «Універсал-2». На ньому з 1937 році працював тракторист М. О. Сенчило. Коли почалася німецько-радянська війна, тракторист надійно заховав свого трактора і пішов на фронт. У 1945 воїн повернувся з війни, відремонтував його і працював на ньому до 1967 р. На чільній стороні постаменту закріплено зображення ордену Вітчизняної війни та пам'ятний напис: «Заслужил ты честь и славу, трактор-дедушка, по праву».
У 1976 р. на території колишньої МТС, поряд із трактором встановлено пам'ятний знак на честь Пирятинської машинно-тракторної станції — брила з граніту, на такому ж цоколі, у центральній частині закріплено дошку з нержавіючої сталі з пам'ятним написом «В липні 1931 р. на цій території була створена Пирятинська МТС».

## Виноски
1. ↑  Наказ Міністерства культури, молоді та спорту України від 25 лютого 2020 року № 1062 «Про занесення об'єктів культурної спадщини до Державного реєстру нерухомих пам'яток України»